# مشتاق (اسم)
مشتاق هو اسم علم مذكر من أصل عربي، ومعناه هو الميال إلى المحبوب، من نزعت نفسه إلى من يحب.

## شخصيات تحمل الاسم
- مشتاق الاصفهاني (شاعر إيراني)

## وصلات خارجية
- موسوعة السلطان قابوس لأسماء العرب